# 临沂经济技术开发区
临沂经济技术开发区（简称临沂经开区）是2003年6月经省政府批准设立的省级开发区（已于2010年12月，经国务院批准，正式升级为国家级经济技术开发区）。现已开发195平方公里，辖3个街道，118个村居，23万人口。开发区地处临沂市中与长三角与环渤海经济圈的重要结合部、北京至上海的中间地带。东近沿海，属陆海连接地带，是鲁南苏北区域经济的中心，也是人流、物流、资金信息流的重要聚集地。

## 历史
临沂经济技术开发区筹建于2003年6月，辖芝麻墩、梅家埠两个镇（现为街道）。2008年，河东区重沟镇（现为河东区朝阳街道）被划入开发区管辖范围，使得开发区面积达到182平方千米。2010年12月，经国务院批准，正式升级为国家级经济技术开发区。2011年8月，临沭县原醋庄乡被划入开发区，面积增长至223平方千米。2019年12月，按照全市开发区体制机制改革试点要求，芝麻墩、梅家埠、朝阳三个街道重新划归河东区，理论面积为153平方千米。同时对河东区经济开发区进行托管，实际面积为195平方千米。

## 下辖部门
党政办公室、党群工作部、经济发展局、投资促进局等十多个部门。

## 功能分区
临沂经济开发区以205国道为界，西部形成三个居住社区、一个综合公建中心区。综合公建中心区用地由行政办公、商业、金融贸易、科研教育、会展、文化娱乐、医疗卫生七大类构成。东部自北向南形成三个工业区：一类工业区以食品加工工业、电子产业、信息产业和物流产业等为主；二类工业区以精细化工、生物制药、传统产业为主；三类工业区以化工、机械、建材产业为主。

## 交通[3]

### 公路
京沪高速、日东高速、天汕高速、临枣高速、205国道、327国道。

### 铁路
同三铁路、新亚欧大陆桥铁路。

### 港口
临沂青岛港、日照港、连云港、岚山港四大港口。

### 机场
临沂机场坐落在临沂经济技术开发区境内；距离连云港机场80公里；距济南国际机场、青岛胶东国际机场240公里。

### 车站
临沂站，临沂北站。